# Abner Vinícius
Abner Vinícius da Silva Santos, född 27 maj 2000 i Presidente Prudente, är en brasiliansk fotbollsspelare som spelar för Real Betis.

## Klubbkarriär
Den 15 januari 2023 värvades Abner av spanska Real Betis, där han skrev på ett 6,5-årskontrakt.

## Landslagskarriär
Vinícius blev olympisk guldmedaljör i fotboll vid sommarspelen 2020 i Tokyo.